# Comuna Novomariivka, Solone
Novomariivka (în ucraineană Новомар`ївка) este o comună în raionul Solone, regiunea Dnipropetrovsk, Ucraina, formată din satele Cernihivka, Novomariivka (reședința) și Tomakivka.

## Demografie
Componența lingvistică a satului Novomariivka
     Ucraineană (93,1%)
     Rusă (4,57%)
     Alte limbi (0,92%)
Conform recensământului din 2001, majoritatea populației satului Novomariivka era vorbitoare de ucraineană (93,1%), existând în minoritate și vorbitori de rusă (4,57%) și armeană (1,25%).